# Mistrzostwa Świata Juniorów w Snowboardzie 2003
Mistrzostwa Świata juniorów w Snowboardzie 2003 – siódme mistrzostwa świata juniorów w snowboardzie. Odbyły się w dniach 12–15 lutego 2003 roku we włoskiej miejscowości Prato Nevoso.

## Wyniki

### Mężczyźni
| Konkurencja       | Data      | Złoto              | Srebro        | Brąz               |
| Gigant równoległy | 15 lutego | Rudy Galli         | Dominik Fiegl | Philippe Berube    |
| Snowcross         | 12 lutego | Francesco Sandrini | Luca Guerni   | Thomas Parsons     |
| Halfpipe          | 13 lutego | Christophe Schmidt | Tyler Emond   | Julien Bourguignon |

### Kobiety
| Konkurencja       | Data      | Złoto              | Srebro              | Brąz             |
| Gigant równoległy | 15 lutego | Niina Sarias       | Aprilia Hagglof     | Michelle Gorgone |
| Snowcross         | 12 lutego | Morgane Fleury     | Sandra Frei         | Niina Sarias     |
| Halfpipe          | 13 lutego | Lindsey Jacobellis | Silvia Mittermüller | Sarah Kopinya    |

## Tabela medalowa
| Lp. | Państwo           | złoto | srebro | brąz | Suma |
| --- | ----------------- | ----- | ------ | ---- | ---- |
| 1   | Włochy            | 2     | 1      | 0    | 3    |
| 2   | Stany Zjednoczone | 1     | 1      | 2    | 4    |
| 3   | Niemcy            | 1     | 1      | 0    | 2    |
| 4   | Finlandia         | 1     | 0      | 1    | 2    |
| 4   | Francja           | 1     | 0      | 1    | 2    |
| 6   | Austria           | 0     | 1      | 0    | 1    |
| 6   | Szwajcaria        | 0     | 1      | 0    | 1    |
| 6   | Szwecja           | 0     | 1      | 0    | 1    |
| 9   | Kanada            | 0     | 0      | 2    | 2    |